# Colin Gordon (Leichtathlet)

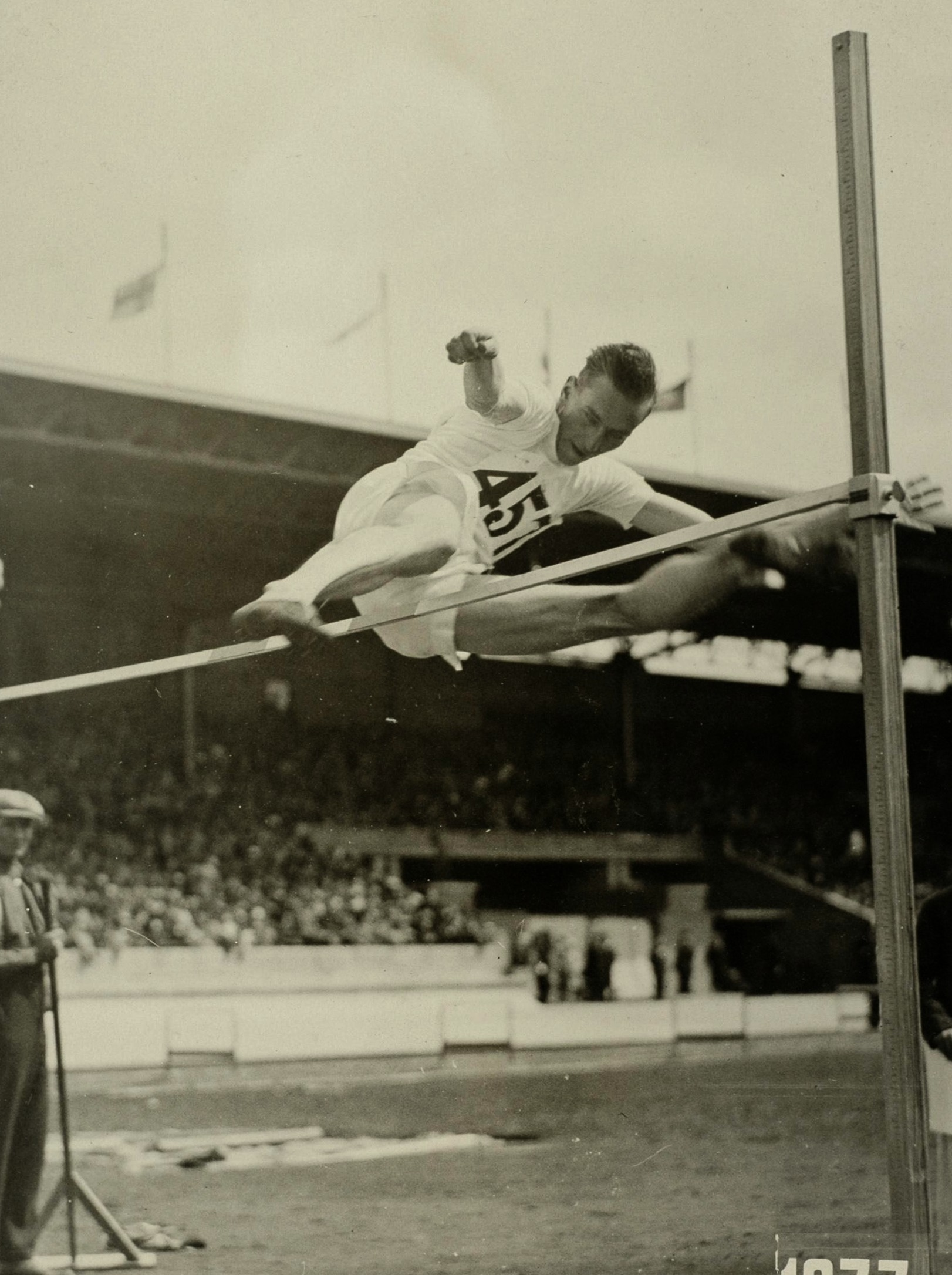
Colin Gordon bei den Olympischen Spielen 1928

Colin Gordon (Colin Ernest Sutherland Gordon; * 24. Dezember 1907 in Bath Settlement, Upper Demerara-Berbice, Britisch-Guayana; † 22. August 1980 in Adelaide, Australien) war ein britischer Hochspringer.
Bei den Olympischen Spielen 1928 in Amsterdam kam er auf den 17. Platz, und bei den British Empire Games 1930 in Hamilton gewann er für Britisch-Guayana startend Silber.
1930 wurde er Englischer Meister. Im selben Jahr stellte er am 12. Juli in London mit 1,91 m seine persönliche Bestleistung auf.